# Nagy-Hincó-tó
A Nagy-Hincó-tó (szlovákul Veľké Hincovo pleso) a Magas-Tátra déli, szlovák oldalának legnagyobb és legmélyebb tava. A Menguszfalvi-völgy fölső végében, 1946 m tengerszint feletti magasságban, a Hincó-tavi-katlanban fekszik. Területe 20,08 hektár, legnagyobb mélysége 53,7 m. A tóból ered a Hincó-patak (szlovákul Hincov potok), amely a Poprád egyik forrása.

A Hincó-tavi-katlanban található még a Kis-Hincó-tó és néhány apró tavacska. Az összes tó gyűjtőneve Hincói-tavak. Ha egyes számban, „Hincó-tó” formában találkozunk vele, akkor ez mindig a Nagy-Hincó-tavat jelenti. Így kell érteni az idősebb Buchholtz György 1719-ben megjelent Das weit un breit erschollene Ziepser-Schnee-Gebürg című művében a Hensko-See elnevezést is.